# قلعه قراق اوچ بلاغ
قلعه قراق اوچ بلاغ مربوط به هزاره اول قبل از میلاد است و در شهرستان مشگین‌شهر، بخش مرادلو، دهستان ارشق غربی، روستای گون پاپاق واقع شده و این اثر در تاریخ ۲۶ اسفند ۱۳۸۷ با شمارهٔ ثبت ۲۵۷۹۳ به‌عنوان یکی از آثار ملی ایران به ثبت رسیده است.